# Stenobothrus fumatus
Stenobothrus fumatus är en insektsart som beskrevs av Tokuichi Shiraki 1910. Stenobothrus fumatus ingår i släktet Stenobothrus och familjen gräshoppor. Inga underarter finns listade i Catalogue of Life.